# Raúl Rabadán
Raúl Rabadán (nacido en 1974) es un físico teórico y biólogo computacional hispanoestadounidense. Actualmente es Catedrático Gerald y Janet Carrus en el Departamento de Biología de Sistemas, Informática Biomédica y Cirugía de la Universidad de Columbia. Es director del Programa de Genómica Matemática de la Universidad de Columbia y director del Centro de Topología de la Evolución y Heterogeneidad del Cáncer. En Columbia, ha creado un laboratorio altamente interdisciplinar con investigadores de los campos de las matemáticas, la física, la informática, la ingeniería y la medicina, con el objetivo común de resolver problemas biomédicos acuciantes mediante modelos computacionales cuantitativos. El interés actual de Rabadán se centra en descubrir patrones de evolución en sistemas biológicos, en particular virus y cáncer.

## Carrera profesional
Rabadán es experto en enfoques matemáticos de sistemas biológicos, genómica del cáncer y enfermedades infecciosas. Se doctoró en fenomenología de la teoría de cuerdas, concretamente en física de compactificaciones de cuerdas y configuraciones de intersección de D-branas en la Universidad Autónoma de Madrid, España. En sus investigaciones más recientes en física ha estudiado la paradoja de la información de los agujeros negros en el contexto de la dualidad Anti-de Sitter/Teoría de Campos Conforme, y ha propuesto varios experimentos para la búsqueda de axiones. Desde 2005 ha centrado su programa de investigación en problemas teóricos y computacionales en biología. De 2001 a 2003, Rabadán fue becario en la División de Física Teórica del CERN, la Organización Europea para la Investigación Nuclear, en Ginebra (Suiza). En 2003 se incorporó al Grupo de Física de la Facultad de Ciencias Naturales del Instituto de Estudios Avanzados.

Desde 2008, Rabadan es profesor en la Universidad de Columbia, en Nueva York. Ha aplicado enfoques cuantitativos a la modelización y comprensión de la dinámica de los sistemas biológicos a través de la lente de la genómica. Ha centrado su investigación en la evolución de dos de esos sistemas biológicos: el cáncer y las enfermedades infecciosas. En particular, ha trabajado en la identificación de los mecanismos impulsores de los procesos evolutivos, caracterizar la dinámica de los procesos clave y dilucidar las interacciones epistásicas. Rabadán está interesado en comprender la evolución de los agentes infecciosos a través del análisis de su genoma, en particular los virus de ARN como la gripe y los coronavirus. Sus trabajos en este campo incluyen la elucidación del origen del subtipo H1N1 del virus de la gripe A.
El trabajo de Rabadan en genómica del cáncer ha llevado a la identificación de alteraciones impulsoras en la leucemia de células pilosas, linfoma difuso de células B grandes, leucemia linfoblástica aguda de células T, leucemia linfocítica crónica, linfoma de la zona marginal esplénica y glioblastoma multiforme;  y a la identificación de alteraciones recurrentes, que conducen a la resistencia a la terapia, utilizando datos longitudinales en la leucemia linfoblástica aguda de células T. Actualmente está estudiando el papel del ARN no codificante en el cáncer. Recientemente, ha estado trabajando en la aplicación del análisis de datos topológicos a datos genómicos a gran escala y datos transcriptómicos de células individuales.
El trabajo científico de Rabadán ha dado lugar a más de 200 publicaciones científicas revisadas por pares, incluso en revistas de alto factor de impacto (New England Journal of Medicine, Nature, Science, Nature Genetics, Nature Medicine, Cell, entre otras). Varios de sus resultados han sido presentados por la prensa internacional, incluidos CNN, The New York Times, The Wall Street Journal, Associated Press, Reuters International y The Economist.

## Libros
En 2019, Rabadán, junto con Andrew Blumberg, topólogo de la Universidad de Texas, publicó un libro Análisis de datos topológicos para genómica y evolución en Cambridge University Press. El libro explora la biología en la era de Big Data. Este libro presenta las ideas y técnicas centrales del análisis de datos topológicos y sus aplicaciones específicas a la biología, incluida la evolución de virus, bacterias y humanos, la genómica del cáncer y la caracterización de procesos de desarrollo de células individuales.
En 2020, Rabadan publicó Comprender el coronavirus en Cambridge University Press. El libro proporciona una introducción concisa y accesible que brinda respuestas a las preguntas más comunes sobre el coronavirus para una audiencia general, incluida una introducción sobre el origen y la evolución de este virus, la relación con el SARS y otros virus respiratorios, entre otros.